# Santa Família
Santa Família és una obra pictòrica de l'artista polonesa Mela Mutermilch, o més coneguda com Mela Muter. Va ser creada l'any 1909 i adquirida per la Junta de Museus de Barcelona en 1912. Actualment forma part de la col·lecció del MNAC.

### Descripció de l'obra
L'obra presenta a la Verge Maria sostenint al Nen Jesús a la seva falda i a Santa Anna sostenint a sant Joan Baptista nen per les espatlles, procurant que no caigui. Al fons de la imatge, desdibuixat a causa de la llunyania, es troba sant Josep.
Els personatges van vestits a la manera bretona, i l'entorn en què es troben és precisament l'arquitectura de la zona. Les quatre figures estan emmarcades per dos posts que sostenen plantes enfiladores, sent aquesta una composició comuna a les obres de l'artista. Sembla, per la disposició de les escales de l'edifici cap a l'exterior i el terra pavimentat, que es troben en el pati d'una casa o conjunt d'habitatges.
Els dos infants, tot i representar a dos personatges masculins, segons els estàndards moderns podria semblar que presenten una indumentària més aviat femenina. A l'època, però, no era inusual que la indumentària de nens i nenes fos igual durant els seus primers anys de vida. Aquesta podria no ser l'única explicació, però. L'artista va mostrar gran interès per la gent de la zona i podria haver-se topat amb aquesta escena: dues dones i dues nenes i decidit immortalitzar-la, convertint-la en un tema iconològic posteriorment.

## Tema Representat
El tema iconològic representat és, com indica el seu títol, la Santa Família o Sagrada Família. Aquest consisteix, de manera general, en la representació del Nen Jesús junt amb els seus pares terrenals, Maria i Josep. En nombrosos casos els personatges d'aquesta composició varien, i podem trobar a altres membres de la família com sant Joan Baptista nen, santa Isabel o santa Anna. Aquest és el cas de l'obra de Muter, en la que la vella santa representada, segons la bibliografia de l'obra, és Santa Anna.

## Història de l'obra
L'obra data de l'any 1909. La va pintar després d'una de les seves estades a la població bretona de Concarneau (França). L'artista va visitar aquesta localitat en nombroses ocasions entre els anys 1901 i 1914.
L'obra va ser presentada al públic català a l'exposició d'Art Polonès celebrada entre el 18 de maig i finals de juny de 1912 a la Galeria Dalmau, a Barcelona. Va presentar un total de 9 peces en aquesta mostra.
El galerista Josep Dalmau va conèixer l'artista a París, i va portar la seva obra a Barcelona per exposar-la a la seva galeria l'any 1911. La mostra individual es va produir entre el 3 i el 14 de juny, on es van presentar un total de 33 de les seves obres.

## Exposicions
- (1912) Exposició d'Art Polonès a Galeries Dalmau, a Barcelona.
- (1984) Artistes estrangers del Museu d'Art Modern de Barcelona,
- 1993) Mela Muter 1876-1967 al Musée des Beaux-Arts de Pont-Aven (França).
- (1994) Mela Muter. Girona, 1914 al Museu d'Art de Girona, a Girona.
- (2008) Amazonas del arte nuevo, organitzada per la Fundación Mapfre a Madrid.
- (2019) Mela Muter i els artistes polonesos a Catalunya al Museu d'Art de Girona, a Girona.